# Membranosmometrie

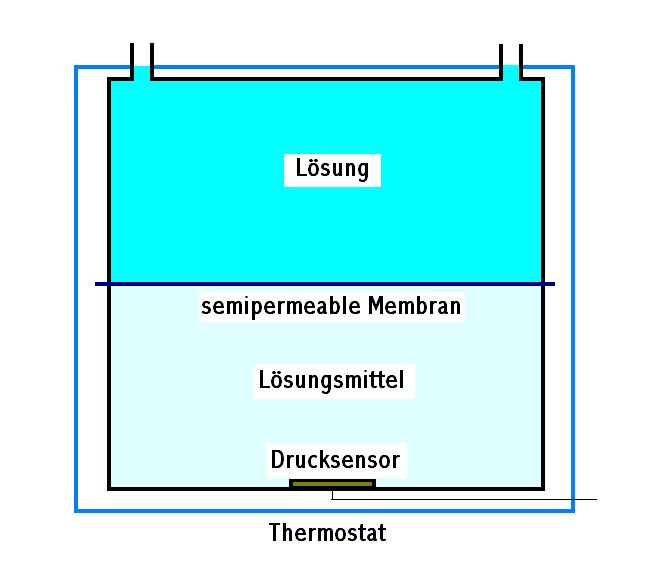
Schema eines Membranosmometers

Die Membranosmometrie ist ein Verfahren der Osmometrie zur Bestimmung von molaren Massen über die Bestimmung des osmotischen Drucks von Lösungen.
Das Membranosmometer besteht aus einer osmotischen Zelle, die durch eine semipermeable Membran in zwei Hälften geteilt und in einem Thermostaten untergebracht ist, um auch molare Massen von Substanzen bestimmen zu können, deren Löslichkeit in einem höheren Temperaturbereich liegt.
Für die Membran wird u. a. regenerierte Cellulose oder Cellulosetriacetat benutzt.
In der unteren nach außen hermetisch abgeschlossenen Messzellenhälfte, die mit dem reinen Lösungsmittel (Wasser oder ein organisches Lösungsmittel) gefüllt wird, ist ein empfindlicher Drucksensor, der auch kleinste Druckunterschiede messen kann, eingebaut. Alternativ ist die untere Messzellenhälfte mit einem empfindlichen Druckmesssystem verbunden, das sich außerhalb befindet. Die obere Messzellenhälfte ist über der semipermeablen Membran angeordnet. Eine Einfüll- und eine Auslaufvorrichtung dienen dem Spülen und Füllen der Messzelle mit der jeweiligen Lösung.
Durch die Osmose zwischen Lösungsmittel und Lösung stellt sich ein Unterdruck in der unteren Zellenhälfte mit dem reinen Lösungsmittel ein, der gemessen wird und den osmotischen Druck darstellt. Der osmotische Druck wird dabei nicht unmittelbar abgelesen, sondern über die Zellkonstante berechnet, die vor der Messung durch Kalibrierung der Messzelle bestimmt werden muss.
Wegen der Möglichkeit, auch einen sehr kleinen Druckunterschied zu messen, eignet sich das Verfahren insbesondere zur Bestimmung von Substanzen mit großen molaren Massen (bis 106 g/mol), z. B. von Polymeren.